# Turquía en la Eurocopa 2024
La Selección de fútbol de Turquía fue uno de los 24 equipos participantes en la Eurocopa 2024, torneo que se disputó en Alemania entre el 14 de junio y el 14 de julio de 2024.
Fue la sexta participación de Turquía, formó parte del Grupo F, junto a Portugal, Georgia y República Checa.

## Clasificación

### Tabla de posiciones
| Pos. | Selección | Pts. | PJ | PG | PE | PP | GF | GC | Dif. |
| ---- | --------- | ---- | -- | -- | -- | -- | -- | -- | ---- |
| 1.   | Turquía   | 17   | 8  | 5  | 2  | 1  | 14 | 7  | +7   |
| 2.   | Croacia   | 16   | 8  | 5  | 1  | 2  | 13 | 4  | +9   |
| 3.   | Gales     | 12   | 8  | 3  | 3  | 2  | 10 | 10 | 0    |
| 4.   | Armenia   | 8    | 8  | 2  | 2  | 4  | 9  | 11 | −2   |
| 5.   | Letonia   | 3    | 8  | 1  | 0  | 7  | 5  | 19 | −14  |

|  | Clasificados a la Eurocopa 2024. |
|  | Play-offs vía Liga de Naciones.  |

### Partidos
| Fecha                   | Ciudad    | Jornada |         |                    | Resultado |                    |         |
| ----------------------- | --------- | ------- | ------- | ------------------ | --------- | ------------------ | ------- |
| 25 de marzo de 2023     | Ereván    | 1       | Armenia | Bandera de Armenia | 1:2 (1:1) | Bandera de Turquía | Turquía |
| 28 de marzo de 2023     | Bursa     | 2       | Turquía | Bandera de Turquía | 0:2 (0:2) | Bandera de Croacia | Croacia |
| 16 de junio de 2023     | Riga      | 3       | Letonia | Bandera de Letonia | 2:3 (0:1) | Bandera de Turquía | Turquía |
| 19 de junio de 2023     | Samsun    | 4       | Turquía | Bandera de Turquía | 2:0 (0:0) | Bandera de Gales   | Gales   |
| 8 de septiembre de 2023 | Eskişehir | 5       | Turquía | Bandera de Turquía | 1:1 (0:0) | Bandera de Armenia | Armenia |
| 12 de octubre de 2023   | Osijek    | 7       | Croacia | Bandera de Croacia | 0:1 (0:1) | Bandera de Turquía | Turquía |
| 15 de octubre de 2023   | Konya     | 8       | Turquía | Bandera de Turquía | 4:0 (0:0) | Bandera de Letonia | Letonia |
| 21 de noviembre de 2023 | Cardiff   | 10      | Gales   | Bandera de Gales   | 1:1 (1:0) | Bandera de Turquía | Turquía |

### Goleadores
| N.°   | Jugador             | Anotado | PJ | Prom. | Jugada | Cabeza | TL | Penal |
| ----- | ------------------- | ------- | -- | ----- | ------ | ------ | -- | ----- |
| 1     | Cenk Tosun          | 2       | 3  | 0.67  | 1      | 1      | 0  | 0     |
|       | Kerem Aktürkoğlu    | 2       | 8  | 0.25  | 2      | 0      | 0  | 0     |
| 2     | Yusuf Yazıcı        | 1       | 1  | 1     | 0      | 0      | 0  | 1     |
|       | Yunus Akgün         | 1       | 2  | 0.5   | 1      | 0      | 0  | 0     |
|       | Bertuğ Yıldırım     | 1       | 2  | 0.5   | 1      | 0      | 0  | 0     |
|       | Arda Güler          | 1       | 3  | 0.33  | 1      | 0      | 0  | 0     |
|       | İrfan Kahveci       | 1       | 4  | 0.25  | 0      | 1      | 0  | 0     |
|       | Umut Nayir          | 1       | 4  | 0.25  | 0      | 1      | 0  | 0     |
|       | Abdülkerim Bardakcı | 1       | 5  | 0.2   | 0      | 1      | 0  | 0     |
|       | Orkun Kökçü         | 1       | 5  | 0.2   | 1      | 0      | 0  | 0     |
|       | Cengiz Ünder        | 1       | 5  | 0.2   | 1      | 0      | 0  | 0     |
|       | Barış Alper Yılmaz  | 1       | 7  | 0.14  | 1      | 0      | 0  | 0     |
| Total | Total               | 14      | 8  | 1.75  | 9      | 4      | 0  | 1     |

## Preparación

### Amistosos previos
| Fecha               | Ciudad   | Competición |         |                    | Resultado |                    |         |
| ------------------- | -------- | ----------- | ------- | ------------------ | --------- | ------------------ | ------- |
| 22 de marzo de 2024 | Budapest | Amistoso    | Hungría | Bandera de Hungría | 1:0 (0:0) | Bandera de Turquía | Turquía |
| 26 de marzo de 2024 | Viena    | Amistoso    | Austria | Bandera de Austria | 6:1 (2:1) | Bandera de Turquía | Turquía |
| 4 de junio de 2024  | Bolonia  | Amistoso    | Italia  | Bandera de Italia  | 0:0       | Bandera de Turquía | Turquía |
| 10 de junio de 2024 | Varsovia | Amistoso    | Polonia | Bandera de Polonia | 2:1 (1:0) | Bandera de Turquía | Turquía |

## Plantel

### Lista de convocados
Entrenador:  Vincenzo Montella
El 24 de mayo de 2024, el combinado turco había anunciado una convocatoria preliminar de 35 jugadores. Cinco días después, el 29 de mayo se redujo a 33 elementos, pues Bertuğ Yıldırım fue llamado por el equipo sub-21 y Çağlar Söyüncü se bajaba por una lesión en el muslo. El 1 de junio, se anunció que Enes Ünal también era baja por una fractura en el dedo del pie. Más tarde, el 5 de junio, se reveló que Ozan Kabak también se retiraba de la expedición otomana por un desgarro del ligamento cruzado de la rodilla. Finalmente, el 7 de junio de 2024, Montella reveló la lista final de 26 futbolistas para la competición. Abdülkadir Ömür, Cenk Özkacar, Berat Özdemir, Oğuz Aydın, Can Uzun y Doğan Alemdar fueron descartados; mientras que Bertuğ Yıldırım fue reintegrado.
| No. | Pos. | Jugador             | Fecha de nacimiento (edad)        | Apa. | Goles | Club                       |
| --- | ---- | ------------------- | --------------------------------- | ---- | ----- | -------------------------- |
| 1   | POR  | Mert Günok          | 1 de marzo de 1989 (35 años)      | 29   | 0     | Beşiktaş J. K.             |
| 2   | DEF  | Zeki Çelik          | 17 de febrero de 1997 (27 años)   | 45   | 2     | A. S. Roma                 |
| 3   | DEF  | Merih Demiral       | 5 de marzo de 1998 (26 años)      | 44   | 2     | Al-Ahli Saudi F. C.        |
| 4   | DEF  | Samet Akaydin       | 13 de marzo de 1994 (30 años)     | 6    | 0     | Panathinaikos F. C.        |
| 5   | MED  | Okay Yokuşlu        | 9 de marzo de 1994 (30 años)      | 40   | 1     | West Bromwich Albion F. C. |
| 6   | MED  | Orkun Kökçü         | 29 de diciembre de 2000 (23 años) | 28   | 2     | S. L. Benfica              |
| 7   | DEL  | Kerem Aktürkoğlu    | 21 de octubre de 1998 (25 años)   | 29   | 5     | Galatasaray S. K.          |
| 8   | DEL  | Arda Güler          | 25 de febrero de 2005 (19 años)   | 7    | 1     | Real Madrid C. F.          |
| 9   | DEL  | Cenk Tosun          | 7 de junio de 1991 (33 años)      | 51   | 20    | Beşiktaş J. K.             |
| 10  | MED  | Hakan Çalhanoğlu    | 8 de febrero de 1994 (30 años)    | 86   | 18    | Inter de Milán             |
| 11  | DEL  | Yusuf Yazıcı        | 29 de enero de 1997 (27 años)     | 43   | 3     | Lille O. S. C.             |
| 12  | POR  | Altay Bayındır      | 14 de abril de 1998 (26 años)     | 9    | 0     | Manchester United F. C.    |
| 13  | DEF  | Ahmetcan Kaplan     | 16 de enero de 2003 (21 años)     | 0    | 0     | A. F. C. Ajax              |
| 14  | DEF  | Abdülkerim Bardakcı | 7 de septiembre de 1994 (29 años) | 8    | 1     | Galatasaray S. K.          |
| 15  | MED  | Salih Özcan         | 11 de enero de 1998 (26 años)     | 18   | 0     | Borussia Dortmund          |
| 16  | MED  | İsmail Yüksek       | 26 de enero de 1999 (25 años)     | 14   | 1     | Fenerbahçe S. K.           |
| 17  | DEL  | İrfan Kahveci       | 15 de julio de 1995 (28 años)     | 32   | 2     | Fenerbahçe S. K.           |
| 18  | DEF  | Mert Müldür         | 3 de abril de 1999 (25 años)      | 24   | 1     | Fenerbahçe S. K.           |
| 19  | DEL  | Kenan Yıldız        | 4 de mayo de 2005 (19 años)       | 7    | 1     | Juventus F. C.             |
| 20  | DEF  | Ferdi Kadıoğlu      | 7 de octubre de 1999 (24 años)    | 15   | 1     | Fenerbahçe S. K.           |
| 21  | DEL  | Barış Alper Yılmaz  | 23 de mayo de 2000 (24 años)      | 15   | 2     | Galatasaray S. K.          |
| 22  | MED  | Kaan Ayhan          | 10 de noviembre de 1994 (29 años) | 58   | 5     | Galatasaray S. K.          |
| 23  | POR  | Uğurcan Çakır       | 5 de abril de 1996 (28 años)      | 27   | 0     | Trabzonspor K.             |
| 24  | DEL  | Semih Kılıçsoy      | 15 de agosto de 2005 (18 años)    | 2    | 0     | Beşiktaş J. K.             |
| 25  | DEL  | Yunus Akgün         | 7 de julio de 2000 (23 años)      | 9    | 2     | Leicester City F. C.       |
| 26  | DEL  | Bertuğ Yıldırım     | 12 de enero de 2002 (22 años)     | 3    | 2     | Stade Rennes F. C.         |

## Participación
- Los horarios corresponden al horario de verano europeo (UTC+2).

### Partidos
| Fecha       | Ciudad   | Instancia        |                 |                             | Resultado |                     |          |
| ----------- | -------- | ---------------- | --------------- | --------------------------- | --------- | ------------------- | -------- |
| 18 de junio | Dortmund | Fase de grupos   | Turquía         | Bandera de Turquía          | 3:1 (1:1) | Bandera de Georgia  | Georgia  |
| 22 de junio | Dortmund | Fase de grupos   | Turquía         | Bandera de Turquía          | 0:3 (0:2) | Bandera de Portugal | Portugal |
| 26 de junio | Hamburgo | Fase de grupos   | República Checa | Bandera de República Checa  | 1:2 (0:0) | Bandera de Turquía  | Turquía  |
| 2 de julio  | Leipzig  | Octavos de final | Austria         | Bandera de Austria          | 1:2 (0:1) | Bandera de Turquía  | Turquía  |
| 6 de julio  | Berlín   | Cuartos de final | Países Bajos    | Bandera de los Países Bajos | 2:1 (0:1) | Bandera de Turquía  | Turquía  |

### Fase de grupos - Grupo F
| Selección       | Pts | PJ | PG | PE | PP | GF | GC | Dif |
| --------------- | --- | -- | -- | -- | -- | -- | -- | --- |
| Portugal        | 6   | 3  | 2  | 0  | 1  | 5  | 3  | +2  |
| Turquía         | 6   | 3  | 2  | 0  | 1  | 5  | 5  | 0   |
| Georgia         | 4   | 3  | 1  | 1  | 1  | 4  | 4  | 0   |
| República Checa | 1   | 3  | 0  | 1  | 2  | 3  | 5  | –2  |

|  | Clasificados a los octavos de final. |

#### Turquía vs. Georgia
| Jornada 1; 18 de junio | Turquía                                     | 3:1 (1:1) | Georgia          | BVB Stadion Dortmund, Dortmund                                                     |                                                                                    |
| 18:00 (UTC+2)          | - Müldür 25' - Güler 65' - Aktürkoğlu 90+7' | Reporte   | - Mikautadze 32' | Asistencia: 59 127 espectadores Árbitro(s): Facundo Tello VAR: Alejandro Hernández | Asistencia: 59 127 espectadores Árbitro(s): Facundo Tello VAR: Alejandro Hernández |

| 1          | Guardameta     | Mert Günok          |       |
| 18         | Defensa        | Mert Müldür         | 85'   |
| 4          | Defensa        | Samet Akaydin       |       |
| 14         | Defensa        | Abdülkerim Bardakcı |       |
| 20         | Defensa        | Ferdi Kadıoğlu      |       |
| 22         | Centrocampista | Kaan Ayhan          | 79'   |
| 10         | Centrocampista | Hakan Çalhanoğlu    | 90+2' |
| 8          | Centrocampista | Arda Güler          | 79'   |
| 6          | Centrocampista | Orkun Kökçü         |       |
| 19         | Centrocampista | Kenan Yıldız        | 85'   |
| 21         | Delantero      | Barış Alper Yılmaz  |       |
| Entrenador | Entrenador     | Vincenzo Montella   |       |

| 25         | Guardameta     | Giorgi Mamardashvili  |     |
| 2          | Defensa        | Otar Kakabadze        |     |
| 5          | Defensa        | Solomon Kvirkvelia    | 85' |
| 4          | Defensa        | Guram Kashia          |     |
| 3          | Defensa        | Lasha Dvali           |     |
| 21         | Defensa        | Giorgi Tsitaishvili   | 74' |
| 6          | Centrocampista | Giorgi Kochorashvili  |     |
| 20         | Centrocampista | Anzor Mekvabishvili   | 89' |
| 10         | Centrocampista | Giorgi Chakvetadze    | 74' |
| 22         | Delantero      | Georges Mikautadze    |     |
| 7          | Delantero      | Khvicha Kvaratskhelia |     |
| Entrenador | Entrenador     | Willy Sagnol          |     |

| 11 | Centrocampista | Yusuf Yazıcı     | 79'   |
| 3  | Defensa        | Merih Demiral    | 79'   |
| 7  | Delantero      | Kerem Aktürkoğlu | 85'   |
| 2  | Defensa        | Zeki Çelik       | 85'   |
| 15 | Centrocampista | Salih Özcan      | 90+2' |

| 9  | Centrocampista | Zuriko Davitashvili | 74' |
| 14 | Defensa        | Luka Lochoshvili    | 74' |
| 8  | Delantero      | Budu Zivzivadze     | 85' |
| 18 | Centrocampista | Sandro Altunashvili | 89' |

| Anotado | 25'   | Mert Müldür      | 1:0 |
| Anotado | 65'   | Arda Güler       | 2:1 |
| Anotado | 90+7' | Kerem Aktürkoğlu | 3:1 |

| Anotado | 32' | Georges Mikautadze | 1:1 |

| Amonestado | 35' | Abdülkerim Bardakcı |
| Amonestado | 89' | Hakan Çalhanoğlu    |

| Amonestado | 55' | Solomon Kvirkvelia |

| Árbitro             | Facundo Tello                 |
| Árbitros asistentes | Gabriel Chade                 |
| Árbitros asistentes | Ezequiel Brailovsky           |
| Cuarto árbitro      | Donatas Rumšas                |
| Quinto árbitro      | Aleksandr Radiuš              |
| VAR                 | Alejandro Hernández Hernández |
| Adicional VAR       | Juan Martínez Munuera         |
| Adicional VAR       | David Coote                   |

| 1          | Guardameta     | Mert Günok          |       |
| 18         | Defensa        | Mert Müldür         | 85'   |
| 4          | Defensa        | Samet Akaydin       |       |
| 14         | Defensa        | Abdülkerim Bardakcı |       |
| 20         | Defensa        | Ferdi Kadıoğlu      |       |
| 22         | Centrocampista | Kaan Ayhan          | 79'   |
| 10         | Centrocampista | Hakan Çalhanoğlu    | 90+2' |
| 8          | Centrocampista | Arda Güler          | 79'   |
| 6          | Centrocampista | Orkun Kökçü         |       |
| 19         | Centrocampista | Kenan Yıldız        | 85'   |
| 21         | Delantero      | Barış Alper Yılmaz  |       |
| Entrenador | Entrenador     | Vincenzo Montella   |       |

| 25         | Guardameta     | Giorgi Mamardashvili  |     |
| 2          | Defensa        | Otar Kakabadze        |     |
| 5          | Defensa        | Solomon Kvirkvelia    | 85' |
| 4          | Defensa        | Guram Kashia          |     |
| 3          | Defensa        | Lasha Dvali           |     |
| 21         | Defensa        | Giorgi Tsitaishvili   | 74' |
| 6          | Centrocampista | Giorgi Kochorashvili  |     |
| 20         | Centrocampista | Anzor Mekvabishvili   | 89' |
| 10         | Centrocampista | Giorgi Chakvetadze    | 74' |
| 22         | Delantero      | Georges Mikautadze    |     |
| 7          | Delantero      | Khvicha Kvaratskhelia |     |
| Entrenador | Entrenador     | Willy Sagnol          |     |

| 11 | Centrocampista | Yusuf Yazıcı     | 79'   |
| 3  | Defensa        | Merih Demiral    | 79'   |
| 7  | Delantero      | Kerem Aktürkoğlu | 85'   |
| 2  | Defensa        | Zeki Çelik       | 85'   |
| 15 | Centrocampista | Salih Özcan      | 90+2' |

| 9  | Centrocampista | Zuriko Davitashvili | 74' |
| 14 | Defensa        | Luka Lochoshvili    | 74' |
| 8  | Delantero      | Budu Zivzivadze     | 85' |
| 18 | Centrocampista | Sandro Altunashvili | 89' |

| Anotado | 25'   | Mert Müldür      | 1:0 |
| Anotado | 65'   | Arda Güler       | 2:1 |
| Anotado | 90+7' | Kerem Aktürkoğlu | 3:1 |

| Anotado | 32' | Georges Mikautadze | 1:1 |

| Amonestado | 35' | Abdülkerim Bardakcı |
| Amonestado | 89' | Hakan Çalhanoğlu    |

| Amonestado | 55' | Solomon Kvirkvelia |

| Árbitro             | Facundo Tello                 |
| Árbitros asistentes | Gabriel Chade                 |
| Árbitros asistentes | Ezequiel Brailovsky           |
| Cuarto árbitro      | Donatas Rumšas                |
| Quinto árbitro      | Aleksandr Radiuš              |
| VAR                 | Alejandro Hernández Hernández |
| Adicional VAR       | Juan Martínez Munuera         |
| Adicional VAR       | David Coote                   |

| Estadísticas      | Bandera de Turquía | Bandera de Georgia |
| Tiros             | 22                 | 15                 |
| Tiros a puerta    | 8                  | 4                  |
| Faltas            | 10                 | 7                  |
| Saques de esquina | 5                  | 5                  |
| Penaltis          | 0                  | 0                  |
| Fueras de juego   | 2                  | 1                  |
| Posesión de balón | 52%                | 48%                |

#### Turquía vs. Portugal
| Jornada 2; 22 de junio | Turquía | 0:3 (0:2) | Portugal                                            | BVB Stadion Dortmund, Dortmund                                                |                                                                               |
| 18:00 (UTC+2)          |         | Reporte   | - B. Silva 21' - Akaydin 28' (a.g.) - Fernandes 55' | Asistencia: 61 047 espectadores Árbitro(s): Felix Zwayer VAR: Bastian Dankert | Asistencia: 61 047 espectadores Árbitro(s): Felix Zwayer VAR: Bastian Dankert |

| 12         | Guardameta     | Altay Bayındır      |     |
| 2          | Defensa        | Zeki Çelik          |     |
| 4          | Defensa        | Samet Akaydin       | 75' |
| 14         | Defensa        | Abdülkerim Bardakcı |     |
| 20         | Defensa        | Ferdi Kadıoğlu      |     |
| 10         | Centrocampista | Hakan Çalhanoğlu    |     |
| 22         | Centrocampista | Kaan Ayhan          | 58' |
| 25         | Centrocampista | Yunus Akgün         | 70' |
| 6          | Centrocampista | Orkun Kökçü         | 46' |
| 7          | Centrocampista | Kerem Aktürkoğlu    | 58' |
| 21         | Delantero      | Barış Alper Yılmaz  |     |
| Entrenador | Entrenador     | Vincenzo Montella   |     |

| 22         | Guardameta     | Diogo Costa       |     |
| 20         | Defensa        | João Cancelo      | 68' |
| 4          | Defensa        | Rúben Dias        |     |
| 3          | Defensa        | Pepe              | 83' |
| 19         | Defensa        | Nuno Mendes       |     |
| 23         | Centrocampista | Vitinha           | 88' |
| 6          | Centrocampista | João Palhinha     | 46' |
| 8          | Centrocampista | Bruno Fernandes   |     |
| 10         | Delantero      | Bernardo Silva    |     |
| 7          | Delantero      | Cristiano Ronaldo |     |
| 17         | Delantero      | Rafael Leão       | 46' |
| Entrenador | Entrenador     | Roberto Martínez  |     |

| 11 | Centrocampista | Yusuf Yazıcı  | 46' |
| 19 | Delantero      | Kenan Yıldız  | 58' |
| 16 | Centrocampista | İsmail Yüksek | 58' |
| 8  | Delantero      | Arda Güler    | 70' |
| 3  | Defensa        | Merih Demiral | 75' |

| 18 | Centrocampista | Rúben Neves   | 46' |
| 25 | Centrocampista | Pedro Neto    | 46' |
| 2  | Defensa        | Nélson Semedo | 68' |
| 24 | Defensa        | António Silva | 83' |
| 15 | Centrocampista | João Neves    | 88' |

| Anotado           | 21' | Bernardo Silva  | 0:1 |
| Anotado · Autogol | 28' | Samet Akaydin   | 0:2 |
| Anotado           | 55' | Bruno Fernandes | 0:3 |

| Amonestado | 25' | Abdülkerim Bardakcı |
| Amonestado | 42' | Samet Akaydin       |
| Amonestado | 42' | Zeki Çelik          |

| Amonestado | 39' | Rafael Leão   |
| Amonestado | 45' | João Palhinha |

| Árbitro             | Felix Zwayer          |
| Árbitros asistentes | Stefan Lupp           |
| Árbitros asistentes | Marco Achmüller       |
| Cuarto árbitro      | Jesús Gil Manzano     |
| Quinto árbitro      | Diego Barbero Sevilla |
| VAR                 | Bastian Dankert       |
| Adicional VAR       | Christian Dingert     |
| Adicional VAR       | Rob Dieperink         |

| 12         | Guardameta     | Altay Bayındır      |     |
| 2          | Defensa        | Zeki Çelik          |     |
| 4          | Defensa        | Samet Akaydin       | 75' |
| 14         | Defensa        | Abdülkerim Bardakcı |     |
| 20         | Defensa        | Ferdi Kadıoğlu      |     |
| 10         | Centrocampista | Hakan Çalhanoğlu    |     |
| 22         | Centrocampista | Kaan Ayhan          | 58' |
| 25         | Centrocampista | Yunus Akgün         | 70' |
| 6          | Centrocampista | Orkun Kökçü         | 46' |
| 7          | Centrocampista | Kerem Aktürkoğlu    | 58' |
| 21         | Delantero      | Barış Alper Yılmaz  |     |
| Entrenador | Entrenador     | Vincenzo Montella   |     |

| 22         | Guardameta     | Diogo Costa       |     |
| 20         | Defensa        | João Cancelo      | 68' |
| 4          | Defensa        | Rúben Dias        |     |
| 3          | Defensa        | Pepe              | 83' |
| 19         | Defensa        | Nuno Mendes       |     |
| 23         | Centrocampista | Vitinha           | 88' |
| 6          | Centrocampista | João Palhinha     | 46' |
| 8          | Centrocampista | Bruno Fernandes   |     |
| 10         | Delantero      | Bernardo Silva    |     |
| 7          | Delantero      | Cristiano Ronaldo |     |
| 17         | Delantero      | Rafael Leão       | 46' |
| Entrenador | Entrenador     | Roberto Martínez  |     |

| 11 | Centrocampista | Yusuf Yazıcı  | 46' |
| 19 | Delantero      | Kenan Yıldız  | 58' |
| 16 | Centrocampista | İsmail Yüksek | 58' |
| 8  | Delantero      | Arda Güler    | 70' |
| 3  | Defensa        | Merih Demiral | 75' |

| 18 | Centrocampista | Rúben Neves   | 46' |
| 25 | Centrocampista | Pedro Neto    | 46' |
| 2  | Defensa        | Nélson Semedo | 68' |
| 24 | Defensa        | António Silva | 83' |
| 15 | Centrocampista | João Neves    | 88' |

| Anotado           | 21' | Bernardo Silva  | 0:1 |
| Anotado · Autogol | 28' | Samet Akaydin   | 0:2 |
| Anotado           | 55' | Bruno Fernandes | 0:3 |

| Amonestado | 25' | Abdülkerim Bardakcı |
| Amonestado | 42' | Samet Akaydin       |
| Amonestado | 42' | Zeki Çelik          |

| Amonestado | 39' | Rafael Leão   |
| Amonestado | 45' | João Palhinha |

| Árbitro             | Felix Zwayer          |
| Árbitros asistentes | Stefan Lupp           |
| Árbitros asistentes | Marco Achmüller       |
| Cuarto árbitro      | Jesús Gil Manzano     |
| Quinto árbitro      | Diego Barbero Sevilla |
| VAR                 | Bastian Dankert       |
| Adicional VAR       | Christian Dingert     |
| Adicional VAR       | Rob Dieperink         |

| Estadísticas      | Bandera de Turquía | Bandera de Portugal |
| Tiros             | 10                 | 12                  |
| Tiros a puerta    | 3                  | 3                   |
| Faltas            | 16                 | 8                   |
| Saques de esquina | 9                  | 1                   |
| Penaltis          | 0                  | 0                   |
| Fueras de juego   | 0                  | 4                   |
| Posesión de balón | 44%                | 56%                 |

#### República Checa vs. Turquía
| Jornada 3; 26 de junio | República Checa | 1:2 (0:0) | Turquía                        | Volksparkstadion, Hamburgo                                                        |                                                                                   |
| 21:00 (UTC+2)          | - Souček 66'    | Reporte   | - Çalhanoğlu 51' - Tosun 90+4' | Asistencia: 47 683 espectadores Árbitro(s): István Kovács VAR: Tomasz Kwiatkowski | Asistencia: 47 683 espectadores Árbitro(s): István Kovács VAR: Tomasz Kwiatkowski |

| 1          | Guardameta     | Jindřich Staněk | 55' |
| 3          | Defensa        | Tomáš Holeš     |     |
| 4          | Defensa        | Robin Hranáč    |     |
| 18         | Defensa        | Ladislav Krejčí |     |
| 5          | Centrocampista | Vladimír Coufal |     |
| 22         | Centrocampista | Tomáš Souček    |     |
| 14         | Centrocampista | Lukáš Provod    | 75' |
| 15         | Centrocampista | David Jurásek   | 81' |
| 7          | Centrocampista | Antonín Barák   |     |
| 13         | Delantero      | Mojmír Chytil   | 55' |
| 9          | Delantero      | Adam Hložek     | 55' |
| Entrenador | Entrenador     | Ivan Hašek      |     |

| 1          | Guardameta     | Mert Günok         |     |
| 18         | Defensa        | Mert Müldür        |     |
| 4          | Defensa        | Samet Akaydin      |     |
| 3          | Defensa        | Merih Demiral      |     |
| 20         | Defensa        | Ferdi Kadıoğlu     |     |
| 16         | Centrocampista | İsmail Yüksek      | 63' |
| 15         | Centrocampista | Salih Özcan        | 46' |
| 8          | Centrocampista | Arda Güler         | 75' |
| 10         | Centrocampista | Hakan Çalhanoğlu   | 87' |
| 19         | Centrocampista | Kenan Yıldız       | 75' |
| 21         | Delantero      | Barış Alper Yılmaz |     |
| Entrenador | Entrenador     | Vincenzo Montella  |     |

| 16 | Guardameta     | Matěj Kovář   | 55' |
| 19 | Delantero      | Tomáš Chorý   | 55' |
| 11 | Delantero      | Jan Kuchta    | 55' |
| 20 | Centrocampista | Ondřej Lingr  | 75' |
| 26 | Centrocampista | Matěj Jurásek | 81' |

| 22 | Centrocampista | Kaan Ayhan       | 46' |
| 5  | Centrocampista | Okay Yokuşlu     | 63' |
| 9  | Delantero      | Cenk Tosun       | 75' |
| 7  | Delantero      | Kerem Aktürkoğlu | 75' |
| 6  | Centrocampista | Orkun Kökçü      | 87' |

| Anotado | 66' | Tomáš Souček | 1:1 |

| Anotado | 51'   | Hakan Çalhanoğlu | 0:1 |
| Anotado | 90+4' | Cenk Tosun       | 1:2 |

| Amonestado | 11'   | Antonín Barák   |
| Amonestado | 34'   | Patrik Schick   |
| Amonestado | 84'   | Vítězslav Jaroš |
| Amonestado | 85'   | Lukáš Červ      |
| Amonestado | 90+1' | Ladislav Krejčí |
| Amonestado | 90+8' | Tomáš Souček    |

| Amonestado | 31'   | Salih Özcan                         |
| Amonestado | 37'   | Kenan Yıldız                        |
| Amonestado | 49'   | İsmail Yüksek                       |
| Amonestado | 64'   | Mert Günok                          |
| Amonestado | 66'   | Hakan Çalhanoğlu                    |
| Amonestado | 68'   | Uğurcan Çakır                       |
| Amonestado | 68'   | Asis. téc. Gaetano Daniele Salierno |
| Amonestado | 80'   | Mert Müldür                         |
| Amonestado | 85'   | Samet Akaydin                       |
| Amonestado | 90+5' | Orkun Kökçü                         |
| Amonestado | 90+5' | Kaan Ayhan                          |
| Amonestado | 90+8' | Arda Güler                          |

| Otorgado · Expulsado | 20'   | Antonín Barák |
| Expulsado            | 90+8' | Tomáš Chorý   |

| Árbitro             | István Kovács      |
| Árbitros asistentes | Vasile Marinescu   |
| Árbitros asistentes | Ovidiu Artene      |
| Cuarto árbitro      | Espen Eskås        |
| Quinto árbitro      | Jan Erik Engan     |
| VAR                 | Tomasz Kwiatkowski |
| Adicional VAR       | Bartosz Frankowski |
| Adicional VAR       | Pol van Boekel     |

| 1          | Guardameta     | Jindřich Staněk | 55' |
| 3          | Defensa        | Tomáš Holeš     |     |
| 4          | Defensa        | Robin Hranáč    |     |
| 18         | Defensa        | Ladislav Krejčí |     |
| 5          | Centrocampista | Vladimír Coufal |     |
| 22         | Centrocampista | Tomáš Souček    |     |
| 14         | Centrocampista | Lukáš Provod    | 75' |
| 15         | Centrocampista | David Jurásek   | 81' |
| 7          | Centrocampista | Antonín Barák   |     |
| 13         | Delantero      | Mojmír Chytil   | 55' |
| 9          | Delantero      | Adam Hložek     | 55' |
| Entrenador | Entrenador     | Ivan Hašek      |     |

| 1          | Guardameta     | Mert Günok         |     |
| 18         | Defensa        | Mert Müldür        |     |
| 4          | Defensa        | Samet Akaydin      |     |
| 3          | Defensa        | Merih Demiral      |     |
| 20         | Defensa        | Ferdi Kadıoğlu     |     |
| 16         | Centrocampista | İsmail Yüksek      | 63' |
| 15         | Centrocampista | Salih Özcan        | 46' |
| 8          | Centrocampista | Arda Güler         | 75' |
| 10         | Centrocampista | Hakan Çalhanoğlu   | 87' |
| 19         | Centrocampista | Kenan Yıldız       | 75' |
| 21         | Delantero      | Barış Alper Yılmaz |     |
| Entrenador | Entrenador     | Vincenzo Montella  |     |

| 16 | Guardameta     | Matěj Kovář   | 55' |
| 19 | Delantero      | Tomáš Chorý   | 55' |
| 11 | Delantero      | Jan Kuchta    | 55' |
| 20 | Centrocampista | Ondřej Lingr  | 75' |
| 26 | Centrocampista | Matěj Jurásek | 81' |

| 22 | Centrocampista | Kaan Ayhan       | 46' |
| 5  | Centrocampista | Okay Yokuşlu     | 63' |
| 9  | Delantero      | Cenk Tosun       | 75' |
| 7  | Delantero      | Kerem Aktürkoğlu | 75' |
| 6  | Centrocampista | Orkun Kökçü      | 87' |

| Anotado | 66' | Tomáš Souček | 1:1 |

| Anotado | 51'   | Hakan Çalhanoğlu | 0:1 |
| Anotado | 90+4' | Cenk Tosun       | 1:2 |

| Amonestado | 11'   | Antonín Barák   |
| Amonestado | 34'   | Patrik Schick   |
| Amonestado | 84'   | Vítězslav Jaroš |
| Amonestado | 85'   | Lukáš Červ      |
| Amonestado | 90+1' | Ladislav Krejčí |
| Amonestado | 90+8' | Tomáš Souček    |

| Amonestado | 31'   | Salih Özcan                         |
| Amonestado | 37'   | Kenan Yıldız                        |
| Amonestado | 49'   | İsmail Yüksek                       |
| Amonestado | 64'   | Mert Günok                          |
| Amonestado | 66'   | Hakan Çalhanoğlu                    |
| Amonestado | 68'   | Uğurcan Çakır                       |
| Amonestado | 68'   | Asis. téc. Gaetano Daniele Salierno |
| Amonestado | 80'   | Mert Müldür                         |
| Amonestado | 85'   | Samet Akaydin                       |
| Amonestado | 90+5' | Orkun Kökçü                         |
| Amonestado | 90+5' | Kaan Ayhan                          |
| Amonestado | 90+8' | Arda Güler                          |

| Otorgado · Expulsado | 20'   | Antonín Barák |
| Expulsado            | 90+8' | Tomáš Chorý   |

| Árbitro             | István Kovács      |
| Árbitros asistentes | Vasile Marinescu   |
| Árbitros asistentes | Ovidiu Artene      |
| Cuarto árbitro      | Espen Eskås        |
| Quinto árbitro      | Jan Erik Engan     |
| VAR                 | Tomasz Kwiatkowski |
| Adicional VAR       | Bartosz Frankowski |
| Adicional VAR       | Pol van Boekel     |

| Estadísticas      | Bandera de República Checa | Bandera de Turquía |
| Tiros             | 12                         | 18                 |
| Tiros a puerta    | 6                          | 5                  |
| Faltas            | 16                         | 9                  |
| Saques de esquina | 3                          | 7                  |
| Penaltis          | 0                          | 0                  |
| Fueras de juego   | 0                          | 1                  |
| Posesión de balón | 38%                        | 62%                |

### Octavos de final

#### Austria vs. Turquía
| Octavos de final; 2 de julio | Austria           | 1:2 (0:1) | Turquía           | Zentralstadion, Leipzig                                                          |                                                                                  |
| 21:00 (UTC+2)                | - Gregoritsch 66' | Reporte   | - Demiral 1', 59' | Asistencia: 38 305 espectadores Árbitro(s): Artur Soares Dias VAR: Tiago Martins | Asistencia: 38 305 espectadores Árbitro(s): Artur Soares Dias VAR: Tiago Martins |

| 13         | Guardameta     | Patrick Pentz         |     |
| 5          | Defensa        | Stefan Posch          |     |
| 4          | Defensa        | Kevin Danso           |     |
| 15         | Defensa        | Philipp Lienhart      | 64' |
| 16         | Defensa        | Phillipp Mwene        | 46' |
| 6          | Centrocampista | Nicolas Seiwald       |     |
| 9          | Centrocampista | Marcel Sabitzer       |     |
| 20         | Centrocampista | Konrad Laimer         | 64' |
| 19         | Centrocampista | Christoph Baumgartner |     |
| 18         | Centrocampista | Romano Schmid         | 46' |
| 7          | Delantero      | Marko Arnautović      |     |
| Entrenador | Entrenador     | Ralf Rangnick         |     |

| 1          | Guardameta     | Mert Günok          |     |
| 18         | Defensa        | Mert Müldür         |     |
| 14         | Defensa        | Abdülkerim Bardakcı |     |
| 3          | Defensa        | Merih Demiral       |     |
| 20         | Defensa        | Ferdi Kadıoğlu      |     |
| 16         | Centrocampista | İsmail Yüksek       | 58' |
| 22         | Centrocampista | Kaan Ayhan          |     |
| 21         | Centrocampista | Barış Alper Yılmaz  |     |
| 6          | Centrocampista | Orkun Kökçü         | 83' |
| 19         | Centrocampista | Kenan Yıldız        | 78' |
| 8          | Delantero      | Arda Güler          | 78' |
| Entrenador | Entrenador     | Vincenzo Montella   |     |

| 8  | Centrocampista | Alexander Prass     | 46' |
| 11 | Delantero      | Michael Gregoritsch | 46' |
| 2  | Defensa        | Maximilian Wöber    | 64' |
| 10 | Centrocampista | Florian Grillitsch  | 64' |

| 15 | Centrocampista | Salih Özcan      | 58' |
| 5  | Centrocampista | Okay Yokuşlu     | 78' |
| 7  | Delantero      | Kerem Aktürkoğlu | 78' |
| 17 | Delantero      | İrfan Kahveci    | 83' |

| Anotado | 66' | Michael Gregoritsch | 1:2 |

| Anotado | 1'  | Merih Demiral | 0:1 |
| Anotado | 59' | Merih Demiral | 0:2 |

| Amonestado | 38' | Romano Schmid    |
| Amonestado | 52' | Philipp Lienhart |

| Amonestado | 11' | Orkun Kökçü   |
| Amonestado | 42' | İsmail Yüksek |

| Árbitro             | Artur Soares Dias     |
| Árbitros asistentes | Paulo Soares          |
| Árbitros asistentes | Pedro Ribeiro         |
| Cuarto árbitro      | Mykola Balakin        |
| Quinto árbitro      | Oleksandr Berkut      |
| VAR                 | Tiago Martins         |
| Adicional VAR       | Juan Martínez Munuera |
| Adicional VAR       | Massimiliano Irrati   |

| 13         | Guardameta     | Patrick Pentz         |     |
| 5          | Defensa        | Stefan Posch          |     |
| 4          | Defensa        | Kevin Danso           |     |
| 15         | Defensa        | Philipp Lienhart      | 64' |
| 16         | Defensa        | Phillipp Mwene        | 46' |
| 6          | Centrocampista | Nicolas Seiwald       |     |
| 9          | Centrocampista | Marcel Sabitzer       |     |
| 20         | Centrocampista | Konrad Laimer         | 64' |
| 19         | Centrocampista | Christoph Baumgartner |     |
| 18         | Centrocampista | Romano Schmid         | 46' |
| 7          | Delantero      | Marko Arnautović      |     |
| Entrenador | Entrenador     | Ralf Rangnick         |     |

| 1          | Guardameta     | Mert Günok          |     |
| 18         | Defensa        | Mert Müldür         |     |
| 14         | Defensa        | Abdülkerim Bardakcı |     |
| 3          | Defensa        | Merih Demiral       |     |
| 20         | Defensa        | Ferdi Kadıoğlu      |     |
| 16         | Centrocampista | İsmail Yüksek       | 58' |
| 22         | Centrocampista | Kaan Ayhan          |     |
| 21         | Centrocampista | Barış Alper Yılmaz  |     |
| 6          | Centrocampista | Orkun Kökçü         | 83' |
| 19         | Centrocampista | Kenan Yıldız        | 78' |
| 8          | Delantero      | Arda Güler          | 78' |
| Entrenador | Entrenador     | Vincenzo Montella   |     |

| 8  | Centrocampista | Alexander Prass     | 46' |
| 11 | Delantero      | Michael Gregoritsch | 46' |
| 2  | Defensa        | Maximilian Wöber    | 64' |
| 10 | Centrocampista | Florian Grillitsch  | 64' |

| 15 | Centrocampista | Salih Özcan      | 58' |
| 5  | Centrocampista | Okay Yokuşlu     | 78' |
| 7  | Delantero      | Kerem Aktürkoğlu | 78' |
| 17 | Delantero      | İrfan Kahveci    | 83' |

| Anotado | 66' | Michael Gregoritsch | 1:2 |

| Anotado | 1'  | Merih Demiral | 0:1 |
| Anotado | 59' | Merih Demiral | 0:2 |

| Amonestado | 38' | Romano Schmid    |
| Amonestado | 52' | Philipp Lienhart |

| Amonestado | 11' | Orkun Kökçü   |
| Amonestado | 42' | İsmail Yüksek |

| Árbitro             | Artur Soares Dias     |
| Árbitros asistentes | Paulo Soares          |
| Árbitros asistentes | Pedro Ribeiro         |
| Cuarto árbitro      | Mykola Balakin        |
| Quinto árbitro      | Oleksandr Berkut      |
| VAR                 | Tiago Martins         |
| Adicional VAR       | Juan Martínez Munuera |
| Adicional VAR       | Massimiliano Irrati   |

| Estadísticas      | Bandera de Austria | Bandera de Turquía |
| Tiros             | 21                 | 6                  |
| Tiros a puerta    | 5                  | 3                  |
| Faltas            | 12                 | 5                  |
| Saques de esquina | 10                 | 4                  |
| Penaltis          | 0                  | 0                  |
| Fueras de juego   | 2                  | 1                  |
| Posesión de balón | 57%                | 43%                |

### Cuartos de final

#### Países Bajos vs. Turquía
| Cuartos de final; 6 de julio | Países Bajos                      | 2:1 (0:1) | Turquía       | Estadio Olímpico de Berlín, Berlín                                             |                                                                                |
| 21:00 (UTC+2)                | - De Vrij 70' - Müldür 76' (a.g.) | Reporte   | - Akaydin 35' | Asistencia: 70 091 espectadores Árbitro(s): Clément Turpin VAR: Jérôme Brisard | Asistencia: 70 091 espectadores Árbitro(s): Clément Turpin VAR: Jérôme Brisard |

| 1          | Guardameta     | Bart Verbruggen   |     |
| 22         | Defensa        | Denzel Dumfries   |     |
| 6          | Defensa        | Stefan de Vrij    |     |
| 4          | Defensa        | Virgil van Dijk   |     |
| 5          | Defensa        | Nathan Aké        | 73' |
| 24         | Centrocampista | Jerdy Schouten    |     |
| 7          | Centrocampista | Xavi Simons       | 87' |
| 14         | Centrocampista | Tijjani Reijnders | 73' |
| 25         | Delantero      | Steven Bergwijn   | 46' |
| 10         | Delantero      | Memphis Depay     | 87' |
| 11         | Delantero      | Cody Gakpo        |     |
| Entrenador | Entrenador     | Ronald Koeman     |     |

| 1          | Guardameta     | Mert Günok          |     |
| 18         | Defensa        | Mert Müldür         | 82' |
| 22         | Defensa        | Kaan Ayhan          | 89' |
| 4          | Defensa        | Samet Akaydin       | 82' |
| 14         | Defensa        | Abdülkerim Bardakcı |     |
| 20         | Defensa        | Ferdi Kadıoğlu      |     |
| 21         | Centrocampista | Barış Alper Yılmaz  |     |
| 15         | Centrocampista | Salih Özcan         | 77' |
| 10         | Centrocampista | Hakan Çalhanoğlu    |     |
| 19         | Centrocampista | Kenan Yıldız        | 77' |
| 8          | Delantero      | Arda Güler          |     |
| Entrenador | Entrenador     | Vincenzo Montella   |     |

| 9  | Delantero      | Wout Weghorst    | 46' |
| 16 | Centrocampista | Joey Veerman     | 73' |
| 15 | Defensa        | Micky van de Ven | 73' |
| 12 | Defensa        | Jeremie Frimpong | 87' |
| 21 | Delantero      | Joshua Zirkzee   | 87' |

| 5  | Centrocampista | Okay Yokuşlu     | 77' |
| 7  | Delantero      | Kerem Aktürkoğlu | 77' |
| 2  | Defensa        | Zeki Çelik       | 82' |
| 9  | Delantero      | Cenk Tosun       | 82' |
| 24 | Delantero      | Semih Kılıçsoy   | 89' |

| Anotado           | 70' | Stefan de Vrij | 1:1 |
| Anotado · Autogol | 76' | Mert Müldür    | 2:1 |

| Anotado | 35' | Samet Akaydin | 0:1 |

| Amonestado | 30'   | Xavi Simons     |
| Amonestado | 54'   | Nathan Aké      |
| Amonestado | 64'   | Virgil van Dijk |
| Amonestado | 90+6' | Wout Weghorst   |

| Amonestado | 90+3' | Cenk Tosun        |
| Amonestado | 90+5' | Vincenzo Montella |

| Expulsado | 90+6' | Bertuğ Yıldırım |

| Árbitro             | Clément Turpin  |
| Árbitros asistentes | Nicolas Danos   |
| Árbitros asistentes | Benjamin Pagès  |
| Cuarto árbitro      | Felix Zwayer    |
| Quinto árbitro      | Marco Achmüller |
| VAR                 | Jérôme Brisard  |
| Adicional VAR       | Willy Delajod   |
| Adicional VAR       | Marco Fritz     |

| 1          | Guardameta     | Bart Verbruggen   |     |
| 22         | Defensa        | Denzel Dumfries   |     |
| 6          | Defensa        | Stefan de Vrij    |     |
| 4          | Defensa        | Virgil van Dijk   |     |
| 5          | Defensa        | Nathan Aké        | 73' |
| 24         | Centrocampista | Jerdy Schouten    |     |
| 7          | Centrocampista | Xavi Simons       | 87' |
| 14         | Centrocampista | Tijjani Reijnders | 73' |
| 25         | Delantero      | Steven Bergwijn   | 46' |
| 10         | Delantero      | Memphis Depay     | 87' |
| 11         | Delantero      | Cody Gakpo        |     |
| Entrenador | Entrenador     | Ronald Koeman     |     |

| 1          | Guardameta     | Mert Günok          |     |
| 18         | Defensa        | Mert Müldür         | 82' |
| 22         | Defensa        | Kaan Ayhan          | 89' |
| 4          | Defensa        | Samet Akaydin       | 82' |
| 14         | Defensa        | Abdülkerim Bardakcı |     |
| 20         | Defensa        | Ferdi Kadıoğlu      |     |
| 21         | Centrocampista | Barış Alper Yılmaz  |     |
| 15         | Centrocampista | Salih Özcan         | 77' |
| 10         | Centrocampista | Hakan Çalhanoğlu    |     |
| 19         | Centrocampista | Kenan Yıldız        | 77' |
| 8          | Delantero      | Arda Güler          |     |
| Entrenador | Entrenador     | Vincenzo Montella   |     |

| 9  | Delantero      | Wout Weghorst    | 46' |
| 16 | Centrocampista | Joey Veerman     | 73' |
| 15 | Defensa        | Micky van de Ven | 73' |
| 12 | Defensa        | Jeremie Frimpong | 87' |
| 21 | Delantero      | Joshua Zirkzee   | 87' |

| 5  | Centrocampista | Okay Yokuşlu     | 77' |
| 7  | Delantero      | Kerem Aktürkoğlu | 77' |
| 2  | Defensa        | Zeki Çelik       | 82' |
| 9  | Delantero      | Cenk Tosun       | 82' |
| 24 | Delantero      | Semih Kılıçsoy   | 89' |

| Anotado           | 70' | Stefan de Vrij | 1:1 |
| Anotado · Autogol | 76' | Mert Müldür    | 2:1 |

| Anotado | 35' | Samet Akaydin | 0:1 |

| Amonestado | 30'   | Xavi Simons     |
| Amonestado | 54'   | Nathan Aké      |
| Amonestado | 64'   | Virgil van Dijk |
| Amonestado | 90+6' | Wout Weghorst   |

| Amonestado | 90+3' | Cenk Tosun        |
| Amonestado | 90+5' | Vincenzo Montella |

| Expulsado | 90+6' | Bertuğ Yıldırım |

| Árbitro             | Clément Turpin  |
| Árbitros asistentes | Nicolas Danos   |
| Árbitros asistentes | Benjamin Pagès  |
| Cuarto árbitro      | Felix Zwayer    |
| Quinto árbitro      | Marco Achmüller |
| VAR                 | Jérôme Brisard  |
| Adicional VAR       | Willy Delajod   |
| Adicional VAR       | Marco Fritz     |

| Estadísticas      | Bandera de los Países Bajos | Bandera de Turquía |
| Tiros             | 11                          | 15                 |
| Tiros a puerta    | 4                           | 4                  |
| Faltas            | 15                          | 7                  |
| Saques de esquina | 3                           | 7                  |
| Penaltis          | 0                           | 0                  |
| Fueras de juego   | 4                           | 2                  |
| Posesión de balón | 56%                         | 44%                |

## Estadísticas

### Participación de jugadores
| N.° | Pos        | Jugador        | PJ | Minutos jugados | Goles recibidos | Atajos | Tarjetas amarillas | Doble tarjeta amarilla y roja | Tarjetas rojas |
| --- | ---------- | -------------- | -- | --------------- | --------------- | ------ | ------------------ | ----------------------------- | -------------- |
| 1   | Guardameta | Mert Günok     | 4  | 360             | 5               | 15     | 1                  | 0                             | 0              |
| 12  | Guardameta | Altay Bayındır | 1  | 90              | 3               | 1      | 0                  | 0                             | 0              |
| 23  | Guardameta | Uğurcan Çakır  | 0  | 0               | 0               | 0      | 0                  | 0                             | 0              |

| N.° | Pos            | Jugador             | PJ | Minutos jugados | Goles | Asistencias | Tarjetas Amarillas | Doble tarjeta amarilla y roja | Tarjetas rojas |
| --- | -------------- | ------------------- | -- | --------------- | ----- | ----------- | ------------------ | ----------------------------- | -------------- |
| 2   | Defensa        | Zeki Çelik          | 3  | 103             | 0     | 0           | 1                  | 0                             | 0              |
| 3   | Defensa        | Merih Demiral       | 4  | 206             | 2     | 0           | 0                  | 0                             | 0              |
| 4   | Defensa        | Samet Akaydin       | 4  | 337             | 1     | 0           | 2                  | 0                             | 0              |
| 5   | Centrocampista | Okay Yokuşlu        | 3  | 52              | 0     | 0           | 0                  | 0                             | 0              |
| 6   | Centrocampista | Orkun Kökçü         | 4  | 221             | 0     | 1           | 2                  | 0                             | 0              |
| 7   | Delantero      | Kerem Aktürkoğlu    | 5  | 103             | 1     | 0           | 0                  | 0                             | 0              |
| 8   | Delantero      | Arda Güler          | 5  | 342             | 1     | 2           | 1                  | 0                             | 0              |
| 9   | Delantero      | Cenk Tosun          | 2  | 23              | 1     | 0           | 1                  | 0                             | 0              |
| 10  | Centrocampista | Hakan Çalhanoğlu    | 4  | 357             | 1     | 0           | 2                  | 0                             | 0              |
| 11  | Delantero      | Yusuf Yazıcı        | 2  | 56              | 0     | 0           | 0                  | 0                             | 0              |
| 13  | Defensa        | Ahmetcan Kaplan     | 0  | 0               | 0     | 0           | 0                  | 0                             | 0              |
| 14  | Defensa        | Abdülkerim Bardakcı | 4  | 360             | 0     | 0           | 2                  | 0                             | 0              |
| 15  | Centrocampista | Salih Özcan         | 4  | 154             | 0     | 0           | 1                  | 0                             | 0              |
| 16  | Centrocampista | İsmail Yüksek       | 3  | 153             | 0     | 1           | 2                  | 0                             | 0              |
| 17  | Delantero      | İrfan Kahveci       | 1  | 7               | 0     | 0           | 0                  | 0                             | 0              |
| 18  | Defensa        | Mert Müldür         | 4  | 347             | 1     | 0           | 1                  | 0                             | 0              |
| 19  | Delantero      | Kenan Yıldız        | 5  | 347             | 0     | 0           | 1                  | 0                             | 0              |
| 20  | Defensa        | Ferdi Kadıoğlu      | 5  | 450             | 0     | 0           | 0                  | 0                             | 0              |
| 21  | Delantero      | Barış Alper Yılmaz  | 5  | 450             | 0     | 0           | 0                  | 0                             | 0              |
| 22  | Centrocampista | Kaan Ayhan          | 5  | 361             | 0     | 1           | 1                  | 0                             | 0              |
| 24  | Delantero      | Semih Kılıçsoy      | 1  | 1               | 0     | 0           | 0                  | 0                             | 0              |
| 25  | Delantero      | Yunus Akgün         | 1  | 70              | 0     | 0           | 0                  | 0                             | 0              |
| 26  | Delantero      | Bertuğ Yıldırım     | 0  | 0               | 0     | 0           | 0                  | 0                             | 1              |

### Goleadores
| N.°   | Jugador          | Anotado | PJ | Prom. | Jugada | Cabeza | TL | Penal |
| ----- | ---------------- | ------- | -- | ----- | ------ | ------ | -- | ----- |
| 1     | Merih Demiral    | 2       | 4  | 0.5   | 1      | 1      | 0  | 0     |
| 2     | Cenk Tosun       | 1       | 2  | 0.5   | 1      | 0      | 0  | 0     |
|       | Samet Akaydin    | 1       | 4  | 0.25  | 0      | 1      | 0  | 0     |
|       | Hakan Çalhanoğlu | 1       | 4  | 0.25  | 1      | 0      | 0  | 0     |
|       | Mert Müldür      | 1       | 4  | 0.25  | 1      | 0      | 0  | 0     |
|       | Kerem Aktürkoğlu | 1       | 5  | 0.2   | 1      | 0      | 0  | 0     |
|       | Arda Güler       | 1       | 5  | 0.2   | 1      | 0      | 0  | 0     |
| Total | Total            | 8       | 5  | 1.6   | 6      | 2      | 0  | 0     |

### Asistencias
| N.°   | Jugador       | Asistencia | Jugada | Cabeza | TL | SdE |
| ----- | ------------- | ---------- | ------ | ------ | -- | --- |
| 1     | Arda Güler    | 2          | 1      | 0      | 0  | 1   |
| 2     | İsmail Yüksek | 1          | 1      | 0      | 0  | 0   |
|       | Orkun Kökçü   | 1          | 1      | 0      | 0  | 0   |
|       | Kaan Ayhan    | 1          | 1      | 0      | 0  | 0   |
| Total | Total         | 5          | 4      | 0      | 0  | 1   |

### Tarjetas disciplinarias
| N.°   | Jugador                  | Amonestado | Otorgado · Expulsado | Expulsado | Sanción    |
| ----- | ------------------------ | ---------- | -------------------- | --------- | ---------- |
| 1     | Bertuğ Yıldırım          | 0          | 0                    | 1         |            |
| 2     | Orkun Kökçü              | 2          | 0                    | 0         | 1 partido  |
|       | İsmail Yüksek            | 2          | 0                    | 0         | 1 partido  |
|       | Samet Akaydin            | 2          | 0                    | 0         | 1 partido  |
|       | Hakan Çalhanoğlu         | 2          | 0                    | 0         | 1 partido  |
|       | Abdülkerim Bardakcı      | 2          | 0                    | 0         | 1 partido  |
| 3     | Zeki Çelik               | 1          | 0                    | 0         |            |
|       | Arda Güler               | 1          | 0                    | 0         |            |
|       | Cenk Tosun               | 1          | 0                    | 0         |            |
|       | Salih Özcan              | 1          | 0                    | 0         |            |
|       | Mert Müldür              | 1          | 0                    | 0         |            |
|       | Kenan Yıldız             | 1          | 0                    | 0         |            |
|       | Kaan Ayhan               | 1          | 0                    | 0         |            |
|       | Vincenzo Montella        | 1          | 0                    | 0         |            |
|       | A.T. Gaetano D. Salierno | 1          | 0                    | 0         |            |
|       | Merih Demiral            | 0          | 0                    | 0         | 2 partidos |
| Total | Total                    | 19         | 0                    | 1         |            |